# 742 Едісона
742 Едісона (742 Edisona) — астероїд головного поясу, відкритий 23 лютого 1913 року.
Тіссеранів параметр щодо Юпітера — 3,210.